# 서울창서초등학교
서울창서초등학교(서울滄西初等學校)는 대한민국 서울특별시 서대문구 창천동에 있는 공립 초등학교이다.

## 학교 연혁
- 1961년 11월 1일: 서울창천초등학교에서 분리 개교

## 참고 문헌
- 서울창서초등학교 - 한국교육학술정보원 학교알리미

## 같이 보기
- 서울창서초등학교 축구단